# Ngolodono
Ngolodono is een bestuurslaag in het regentschap Klaten van de provincie Midden-Java, Indonesië. Ngolodono telt 2809 inwoners (volkstelling 2010).